# Quintett a-Moll op. 1 (Dvořák)
Das Quintett a-Moll für 2 Violinen, 2 Violen und Violoncello op.1 schrieb Antonín Dvořák im Sommer 1861 (begonnen am 6. Juni, Abschlussdatum unklar). Es ist sehr eng an die Vorbilder Mozart und Beethoven angelehnt.
Das Werk wurde erstmals am 15. Dezember 1921 im Rahmen eines Dvořák-Abends des Prager Konservatoriums gespielt. Das erweiterte „Böhmische Quartett“ (Karel Hoffman, Josef Suk, Jiří Herold, Ladislav Zelenka und Rudolf Reissig) führte es erstmals öffentlich am 10. Februar 1930 im Konzert des Tschechischen Kammermusikvereins in Prag auf.
Erschienen ist es 1934 beim Verlag Hudební matice Umělecké besedy in Prag. 
Eine Aufführung des Werks dauert in der Regel ca. 28 Minuten.

## Satzbeschreibungen

### 1. Satz: Adagio – Allegro ma non troppo
3/4-Takt bzw. 4/4-Takt, Tonart: a-Moll
Der erste Satz wird von einer langsamen, 14-taktigen Einleitung eröffnet, die nach einem anfänglichen Unisono und einigen wuchtigen Akkorden bereits einen Durchführungsgedanken vorwegnimmt. Anschließend setzt der eigentliche Teil in Sonatensatzform mit dem leicht schwermütigen Hauptthema ein. Dessen längere Fortspinnung wird mit dem Auftreten eines Übergangsgedanken beendet, der mit einem Orgelpunkt in der ersten Bratsche den beklommenen Anhauch vom Anfang noch steigert. Eine Aufhellung der Stimmung erfährt der Satz beim Eintritt des ruhigen Nebenthemas, in dem Unisonos von Geige und Bratsche mit knappen Nachsätzen des Violoncellos verknüpft sind. Auch dieses Thema erfährt eine breite Ausspinnung bis dann alles in das Schlussthema mündet, das sich aus der Umkehrung des finalen Elements aus dem vorhergehenden Thema herausbildet.
In der Durchführung wird bis auf den bereits erwähnten Einleitungsgedanken ausschließlich auf das Hauptthema zurückgegriffen. Die Reprise verläuft „normal“, ist jedoch stellenweise breiter angelegt und bewegter als die Exposition. 
Die sich anschließende Coda überrascht durch plötzliche Beruhigung. Die in der Tonhöhe weit auseinanderliegenden Stimmen werden chromatisch geführt, was ein mystisches und trübes Klangbild ergibt. Der Satz schließt mit Zitaten des Hauptthemaanfangs.

### 2. Satz: Lento
3/4-Takt, Tonart: F-Dur
Der zweite Satz folgt einer symmetrischen dreiteiligen Rondo-Form. Das von der ersten Bratsche über der  ostinaten Begleitung von zweiter Bratsche und Violoncello exponierte Hauptthema wird augenblicklich unisono von beiden Violinen wiederholt. Es mündet in eine verhalten bewegte Überleitung, an die sich das melodisch weit ausgreifende Nebenthema anschließt. Nach erregter Weiterführung kehrt das Hauptthema zurück, diesmal besonders innig in A-Dur. An einige Modulationen mit Anklang an das Nebenthema reiht sich der Schluss, der als eine klanglich bereicherte Variante des einleitenden Abschnitts auftritt und mit Andeutungen des Nebenthemas leise erstirbt.

### 3. Satz: Allegro con brio
4/4-Takt, Tonart: a-Moll
Das Hauptthema des dritten Satzes besteht aus einem willenskräftigen Vordersatz und einem ruhigen, dialogisch antwortenden Nachsatz. Die Eigentümlichkeit des Nebenthemas resultiert aus der alleinigen Stützung durch den Dominantseptakkord der Paralleltonart C-Dur, was durch den sich rhythmisch steigernden Orgelpunkt im Violoncello noch verstärkt wird. Erst nach dreimaliger Wiederholung mündet das Thema in das eigentliche C-Dur, jedoch nur, um gleich zum Schlussthema überzuleiten, welches den hüpfenden Rhythmus von Achtel- und Sechzehntelnoten mit Triolen verbindet. In der breitangelegten Durchführung werden alle drei Themen zur Bearbeitung gebracht. Die Reprise unterscheidet sich vom gewohnten Schema durch die Ausspinnung des Nebenthemas in F-Dur (statt in A-Dur) und durch das Einfügen eines thematisch abgeänderten Gedankens aus dem zweiten Satz.
Erst durch das Schlussthema kehrt der Satz zur Grundtonart a-Moll zurück. Den Abschluss bilden energische Zitate des Hauptthemas.